# Norco-Schießerei
Als Norco-Schießerei wird die bewaffnete Auseinandersetzung zwischen fünf schwerbewaffneten Bankräubern und Deputy Sheriffs von Riverside und San Bernardino County in Kalifornien bezeichnet. Sie ereignete sich am 9. Mai 1980 gegen 15 Uhr, nachdem die Täter die Filiale der Security Pacific Bank in Norco in Kalifornien überfallen hatten. Die Räuber waren mit Schrotflinten, Sturmgewehren, Pistolen und improvisierten Sprengkörpern bewaffnet. Zwei der Täter und ein Deputy Sheriff wurden getötet, acht weitere Deputies verletzt.
Ein Film über die Schießerei wurde im Jahre 2006 unter dem Titel Rapid Fire – Der Tag ohne Wiederkehr von Kari Skogland veröffentlicht.

## Ablauf der Auseinandersetzung
Am 9. Mai 1980 gegen 15 Uhr stürmten vier Räuber in die Bankfiliale und zwangen die Schalterangestellten zur Herausgabe von 20.000 US-Dollar Bargeld. Der fünfte Räuber befand sich außerhalb der Bank auf Beobachtungsposten. Ein Angestellter einer anderen Bank auf der gegenüberliegenden Seite der Straße hatte die Räuber beim Betreten der Bank gesehen und die Polizei alarmiert.
Ein Deputy Sheriff von Riverside County namens Glyn Bolasky war der erste Polizist am Tatort. Als er eintraf, eröffnete der außerhalb der Bank gebliebene Bankräuber das Feuer auf den Streifenwagen, zerschoss die Windschutzscheibe. Der Sheriff stieß zurück, wobei er ein anderes Fahrzeug auf der Straße rammte. Er nahm sein Fahrzeug als Deckung und erwiderte das Feuer. Als die übrigen Räuber die Schüsse auf der Straße hörten, liefen sie aus der Bank und bestiegen ihr Fluchtfahrzeug, einen Kleinlaster. Sie versuchten vom Tatort zu fliehen, während sie weiter auf den Sheriff schossen. Eine Schrotkugel aus der Flinte des Sheriffs traf den Fahrer des Fluchtfahrzeugs in den Hinterkopf und tötete ihn, worauf das Fahrzeug einen Baum rammte. Die vier verbliebenen Räuber stiegen aus und feuerten über 200 Schuss auf den Beamten, 47 davon trafen sein Fahrzeug. Der Polizeibeamte wurde fünfmal getroffen.
Zu dieser Zeit trafen die Deputies Charles Hille und Andy Delgado am Tatort ein. Delgado beschoss die Räuber, Hille gelang es, Bolasky in seinen Polizeiwagen zu bringen und in ein nahegelegenes Krankenhaus zu fahren. Die Räuber setzten den Beschuss anderer Polizisten, die am Tatort eintrafen, fort und versuchten schließlich erneut zu fliehen. Dazu kaperten sie auf dem Parkplatz der Bank einen Lastwagen. Bei der folgenden Verfolgungsjagd schossen sie auf die nachfolgenden Polizisten und warfen ihre selbstgebauten Bomben von der Ladefläche des Lastwagens. Insgesamt beschädigten sie 33 Polizeifahrzeuge einschließlich eines Polizeihubschraubers, den sie zur Landung zwangen.
Die Täter gewannen schließlich einen großen Vorsprung und legten sich in einen Hinterhalt. James Evans, der erste Polizist, der unter Beschuss geriet, wurde in den Kopf getroffen und starb. Die Polizei war nur mit Revolvern Kaliber .38 und Schrotflinten bewaffnet und daher von der Feuerkraft stark im Nachteil. Bald kam jedoch Deputy D. J. McCarty vom San Bernardino County hinzu, der ein Sturmgewehr vom Typ AR-15 bei sich hatte. Kurz nachdem er begonnen hatte, sie mit seinem Gewehr unter Feuer zu nehmen, hörten die Räuber auf zu schießen und flohen zu Fuß. Sie liefen dabei in das bewaldete Gebiet des Lytle Creek in San Bernardino.
Zwei Tage später wurden drei der Räuber festgenommen. Der vierte, Manuel Delgado, wurde bei einem weiteren Schusswechsel mit einem SWAT-Team erschossen. Insgesamt wurden während der Schusswechsel acht Polizeibeamte verletzt und einer getötet. Die drei verhafteten Täter, George Wayne Smith und die Brüder Christopher und Russell Harven, wurden 46 Verbrechen für schuldig befunden und zu lebenslanger Haft ohne Aussicht auf Bewährung verurteilt.
Bolasky erholte sich von seinen Verletzungen und erhielt für seinen Einsatz mehrere Auszeichnungen. Er wurde später Offizier der U.S. Air Force.